# Hypophloeda
Hypophloeda es un género de hongos en la familia Melanconidaceae. Es un género monotípico, contiene la especie Hypophloeda rhizospora.